# Rubixanthine
La rubixanthine est un pigment xanthophylle naturel de formule C40H56O que l'on trouve dans les cynorrhodons. C'est un colorant rouge-orange utilisé en tant qu'additif alimentaire sous le numéro E161d. Cependant il n'est pas autorisé dans l'UE ou aux États-Unis. 